# Abrocoma cinerea
Abrocoma cinerea és una espècie de mamífer rosegador de la família dels abrocòmids. Viu a l'Argentina, Bolívia, el Perú i Xile. El seu hàbitat natural són els altiplans àrids per sobre de 3.800 msnm. Es creu que no hi ha cap amenaça significativa per a la supervivència d'aquesta espècie, tot i que en el passat se la caçava per obtenir-ne el pelatge.